# جایی که فرشتگان از پا گذاشتن به آن می‌ترسند (فیلم)
جایی که فرشتگان از پا گذاشتن به آن می‌ترسند (به انگلیسی: Where Angels Fear to Tread) فیلمی محصول سال ۱۹۹۱ و به کارگردانی چارلز استاریج است. در این فیلم بازیگرانی همچون هلنا بونهام کارتر، جودی دیویس، روپرت گراوس، جیوانی گیدلی، باربارا جفورد و هلن میرن ایفای نقش کرده‌اند.